# Ямаґуті Отоя
Ямаґу́ті Ото́я (яп. 山口二矢, やまぐち おとや 22 лютого 1943 — 2 листопада 1960) — японський студент і політичний активіст, який убив Інедзіро Асанума, лідера Соціалістичної партії Японії. Фотографія, на якій було зображено вбивство, отримала Пулітцерівську премію. Ямагуті наклав на себе руки у в'язниці.

## Біографія
Отоя Ямагуті народився в Токіо. Його батьком був полковник Сил самооборони Японії Сімпей Ямагуті. Отоя дотримувався ультраправих поглядів, був членом Патріотичної партії «Велика Японія». Він був дев'ять разів заарештований з різних причин. 12 жовтня 1960 в сімнадцятирічному віці, він убив Інедзіро Асанума, лідера Соціалістичної партії. Злочин стався під час виступу Асанума. Ямагуті відокремився від натовпу слухачів і завдав політику два поранення вакидзаси. Поліції Ямагуті сказав, що в його плани входило вбивство і Сандзо Носакі.
Після цього Ямагуті був поміщений у в'язницю для неповнолітніх, де наклав на себе руки. На стіні камери він залишив напис зубною пастою «Сім життів за країну. Довгого життя Його Імпер Величності!» Вираз «Сім життів за країну» належить самураєві Кусуноки Масасіге.

## Пам'ять
Фотографія вбивства, зроблена репортером Ясуші Наґао, отримала Пулітцерівську премію. Таким чином вона стала першою фотографією-лауреатом премії зробленої не американцем.
У п'ятдесяту річницю вбивства ультраправі Японії зібралися навколо залу, де виступав Асанума, щоб вшанувати пам'ять Ямаґучі.
Ямаґучі став прототипом провідного персонажа повісті Кендзабуро Ое «Сімнадцятирічний». Твір викликав протести з боку ультраправих, в результаті чого видавництву довелося відмовитися від публікації анонсованого продовження.